# Synsphyronus
Synsphyronus es un género de arácnido del orden Pseudoscorpionida de la familia Garypidae.

## Lista de especies
Las especies de este género son:
- Synsphyronus absitus
- Synsphyronus amplissimus
- Synsphyronus apimelus
- Synsphyronus attiguus
- Synsphyronus bounites
- Synsphyronus callus
- Synsphyronus dewae
- Synsphyronus dorothyae
- Synsphyronus ejuncidus
- Synsphyronus elegans
- Synsphyronus gigas
- Synsphyronus gracilis
- Synsphyronus greensladeae
- Synsphyronus hadronennus
- Synsphyronus hansenii
- Synsphyronus heptatrichus
- Synsphyronus lathrius
- Synsphyronus leo
- Synsphyronus lineatus
- Synsphyronus magnus
- Synsphyronus meganennus
- Synsphyronus melanochelatus
- Synsphyronus mimetus
- Synsphyronus mimulus
- Synsphyronus niger
- Synsphyronus nullarborensis
- Synsphyronus paradoxus
- Synsphyronus silveirai